# 服武県
服武県（ふくぶ-けん）は中華人民共和国江蘇省宿遷市にかつて存在した県。現在の沭陽県一帯に相当する。

## 歴史
南北朝時代、東魏により設置された。陳により廃止されている。